# Espace urbain d'Ussel
Cet article court présente un sujet plus développé dans : Espace urbain.
L’espace urbain d'Ussel est un espace urbain centré sur la ville d'Ussel, en Corrèze. Par la population, c'est le 89e des 96 espaces urbains français en 1999, il comporte alors 17 communes.